# Hans-Jürgen Becher
Hans-Jürgen Becher (* 21. September 1941 in Gelsenkirchen) ist ein ehemaliger deutscher Fußballspieler. Der Abwehrspieler hat beim FC Schalke 04 von 1963 bis 1971 in der Fußball-Bundesliga insgesamt 201 Ligaspiele absolviert und zwei Tore erzielt. Nach der Endspielteilnahme 1969 im DFB-Pokal scheiterte er mit seinen Mannschaftskollegen 1969/70 im Europapokal der Pokalsieger erst im Halbfinale gegen den späteren Cupsieger Manchester City.

## Laufbahn

### FC Schalke 04, bis 1971
Als B-Jugendlicher schloss sich Becher 1956 dem FC Schalke 04 an. Das Schalker Eigengewächs wurde zur Runde 1960/61 gemeinsam mit seinen vorherigen A-Jugendkameraden Arno Cramer und Werner Ipta in den Oberligakader von „Königsblau“ übernommen. In den zwei ersten Rundenspielen im August 1960 gegen den 1. FC Köln (3:3) und Borussia Mönchengladbach (2:4) debütierte der Verteidiger und Außenläufer in der damals erstklassigen Fußball-Oberliga West. Zur Stammformation gehörte er in den ersten zwei Runden nicht; in seinem dritten Oberligajahr, 1962/63, dem letzten der alten Oberliga-Ära, schaffte er dieses Ziel mit 24 Ligaeinsätzen und zwei erzielten Toren. Nach der Vizemeisterschaft 1962 im Westen hatte der Nachwuchsspieler am 28. April 1962 in Köln bei einem Gruppenspiel gegen Tasmania 1900 Berlin auch die Atmosphäre der Endrunde um die deutsche Fußballmeisterschaft als Aktiver kennen gelernt. Bei einem 1:1-Remis bildete er zusammen mit Willi Schulz und Egon Horst die Läuferreihe des Westvize.
„Hannes“ Becher gehörte auch dem Schalker Team an, das am 24. August 1963 mit einem 2:0-Heimerfolg in die neue Leistungskonzentration der Fußball-Bundesliga startete. Mit Hans Nowak bildete er dabei das Verteidigerpaar. Am Rundenende belegte die Mannschaft von der Glückauf-Kampfbahn den 8. Rang und Becher hatte lediglich in einem der 30 Rundenspiele gefehlt. Ausdruck seiner defensiven Spielstärke war auch, dass er vom DFB in dieser Saison zu drei Einsätzen in der Juniorennationalmannschaft U 23 berufen wurde. Er debütierte am 25. September 1963 in Karlsruhe beim Länderspiel gegen Bulgarien (0:1) in der Juniorenauswahl und bildete dabei vor Torhüter Manfred Manglitz mit Josef Piontek das Verteidigerpaar im damals üblichen WM-System. Im Frühjahr 1964 folgten noch zwei weitere Länderspiele in der Juniorenauswahl des DFB. Im zweiten Bundesligajahr, 1964/65, belegte sein Verein den letzten Platz, konnte aber durch eine Aufstockung der Liga auf 18 Vereine, auch 1965/66 in der Bundesliga verbleiben. Bis einschließlich der Saison 1967/68 erlebte Becher Jahr für Jahr Abstiegskampf; erst in der Saison 1968/69 als Rudi Gutendorf ab dem 22. November 1968 seinen Vorgänger Günter Brocker, auf dem  17. Rang stehend, abgelöst hatte, kam erstmals wieder ein einstelliger Tabellenplatz (7. Rang) zustande. Zum Höhepunkt wurde aber in dieser Saison der Verlauf des DFB-Pokals. Nach Erfolgen über RW Oberhausen (3:2 n. V.), SV Alsenborn (3:1) und Alemannia Aachen (2:0) rang die Gutendorf-Truppe im Halbfinale den 1. FC Kaiserslautern nach zwei Spielen (1:1 n. V., 3:1) nieder und zog damit in das Endspiel ein. Das fand am 14. Juni 1969 in Frankfurt gegen den neuen Bundesligameister FC Bayern München statt. Der FC Bayern, trainiert von Branko Zebec, hatte sein Halbfinalspiel mit 2:0 gegen den 1. FC Nürnberg gewonnen und ging als Favorit ins Spiel. Da zudem auch noch „Stan“ Libuda von einer Sommergrippe geschwächt war und Spielmacher Heinz van Haaren unter den Folgen einer Verletzung litt, konnten die königsblauen Akteure dem Spiel nach den zwei Toren von Rekordtorjäger Gerd Müller (13. und 35. Minute) keine Wende mehr geben. Bayern München gewann mit 2:1 und Schalke zog als Finalteilnehmer in den Europapokal der Pokalsieger ein. Becher hatte vor Torhüter Nigbur zusammen mit Fichtel, Klaus Senger, Rausch und dem defensiven Mittelfeldspieler Hermann Erlhoff die Schalke Defensive gebildet. Sein erstes Spiel im DFB-Pokal mit Schalke 04 hatte Becher als Nachwuchsspieler am 22. August 1962 im Halbfinale bei einer 2:3-Auswärtsniederlage gegen Fortuna Düsseldorf bestritten.
In der Saison 1969/70 trat Becher mit seinen Mannschaftskollegen im Europapokal der Pokalsieger an. Im Viertelfinalhinspiel am 4. März 1970 bei Dinamo Zagreb erzielte er in der 86. Minute den 3:1-Siegtreffer. Die Standardformation trat in der Defensive mit Torhüter Nigbur, den Verteidigern Becher und Rausch sowie mit Libero Fichtel und Vorstopper Rolf Rüssmann an. Im Halbfinale gelang im Heimspiel am 1. April durch einen Libuda-Treffer ein 1:0-Erfolg, aber im Rückspiel hatte Schalke bei einer 1:5-Niederlage im Maine Road mit Verteidiger Becher keine Chance. Das Team um Manager Joe Mercer und den herausragenden Spielern Colin Bell, Francis Lee und Mike Summerbee war zu stark und gewann dann auch am 29. April in Wien mit einem 2:1 gegen Zabrze den Cup.
Der kompromisslose Abwehrspieler wird in der Statistik des FC Schalke 04 von 1960 bis 1971 mit insgesamt 263 Pflichtspieleinsätzen und sechs Toren geführt. Nach der Runde 1970/71 wurde sein Vertrag vom damaligen Präsidenten Günter Siebert nicht mehr verlängert und Becher schloss sich in der zweitklassigen Fußball-Regionalliga West Eintracht Gelsenkirchen an.

### Eintracht Gelsenkirchen, 1971 bis 1974
Zur Saison 1971/72 heuerte „Hannes“ Becher bei Eintracht Gelsenkirchen an, die seinerzeit in der zweitklassigen Fußball-Regionalliga West spielte, dort beendete er im Sommer 1974 seine Karriere. Unter Trainer Heinz Murach bestritt der Abwehrstratege am 15. August 1971 bei einem 0:0 gegen Alemannia Aachen sein erstes Regionalligaspiel für die Eintracht. Am Rundenende hatte er an der Seite von Mitspielern wie Günter Schwaba, Wolfgang Thier und Günther Thon 26 Ligaspiele absolviert und sein neuer Verein den 10. Rang belegt.
Auf Funktionärsebene war er anschließend noch an der Fusion von Eintracht Gelsenkirchen mit der STV Horst-Emscher beteiligt, zog sich danach aber auch aus dieser Verantwortung zurück.
Vom Fußball hat sich Becher inzwischen komplett abgewandt und führte beruflich über viele Jahre mit seinem Partner im Stadtteil Bulmke-Hüllen die Außenstelle einer Versicherungsgesellschaft als Generalvertreter und spielte in seiner Freizeit Golf.

## Vereine
- 1956–1971 FC Schalke 04
- 1971–1974 Eintracht Gelsenkirchen

## Statistiken
- Bundesliga (201 Spiele / 2 Tore)
- Oberliga (32 Spiele / 2 Tore )
- Regionalliga (70 Spiele / 0 Tore)
- DFB-Pokal (24 Spiele  / 1 Tor)
- Europapokal (6 Spiele  / 1 Tor)

## Länderspiele
- 3 U-23-Länderspiele (1963–1964)